# Ciao (rivista)
Ciao  (ちゃお?, Chao) è una rivista giapponese di manga shōjo pubblicata da Shogakukan per un pubblico di bambine e giovani ragazze. La prima uscita fu nel 1977; nel 2007 ha venduto circa 1 milione di copie, risultando la rivista shōjo più popolare.
Assieme alla rivista sono venduti anche alcuni oggetti come cosmetici, orologi, matite, riguardanti le serie pubblicate e differenti ogni mese. I maggiori concorrenti di Ciao sono Ribon e Nakayoshi.

## Manga pubblicati

### Attuali
| Titolo                                                                                            | Mangaka           | Prima uscita   |
| ------------------------------------------------------------------------------------------------- | ----------------- | -------------- |
| Kocchi Muite! Miiko (こっちむいて!みい子?)                                                        | Eriko Ono         | gennaio 1995   |
| Neko, Hajimemashita. (ねこ、はじめました。?)                                                      | Konomi Wagata     | novembre 2015  |
| JK Oyaji! (JKおやじ!?)                                                                            | Katō Minori       | aprile 2016    |
| Hello! My Baby (はろー!マイベイビー?)                                                             | Shino Kawada      | maggio 2018    |
| Morino no Kuma-chan (森ののくまちゃん?)                                                           | Ebi Nashio        | giugno 2018    |
| Kataomoi Mistake! (片想いミステイク！?)                                                           | Yuki Morita       | novembre 2019  |
| Kyōkara Papa wa Kami-sama Desu. (今日からパパは神様です。?)                                       | Mitsuki Teramoto  | gennaio 2020   |
| Otona wa Wakatte Kurenai. (大人はわかってくれない。?)                                             | Nao Maita         | febbraio 2020  |
| Atsumare Dōbutsu no Mori 〜 Nonbiri Shima da Yori 〜 (あつまれ どうぶつの森〜のんびり島だより〜?) | Minori Kato       | febbraio 2020  |
| Dekiai Royal (溺愛ロワイヤル?)                                                                    | Chitose Yagami    | aprile 2020    |
| Aikatsu Planet! Doredore ☆ Dressia (アイカツプラネット! ドレドレ☆ドレシア?)                       | Shio Ebina        | febbraio 2021  |
| Ao no Iris (青のアイリス?)                                                                        | Yu Yabuchi        | febbraio 2021  |
| Ponpokorobo Ato & Suu (ポンポコロボ アト＆スゥ?)                                                  | Hiromu Shinozuka  | aprile 2021    |
| Colorful! (カラフル!?)                                                                            | Ai Tokiwa         | luglio 2021    |
| Dear Buddy 〜 Kizuna Dōbutsu Byōin 〜 (ディアバディ〜きずな動物病院〜?)                           | Yuri Azuki        | agosto 2021    |
| King-sama no Ichiban Hoshi (キング様のいちばん星?)                                                | Yukino Kisaragi   | settembre 2021 |
| Waccha PriMagi! (ワッチャプリマジ!?)                                                              | Hitsuji Tsujinaga | ottobre 2021   |
| Kimi to Kekkon Nanka Shinai! (キミと結婚なんかしない!?)                                           | Hitsuji Tsujinaga | novembre 2021  |
| Tenshi to Akuma to Watashi. (天使と悪魔とわたし。?)                                               | Yuka Nakajima     | febbraio 2022  |
| Garu-gaku. Ⅱ 〜 Lucky Stars 〜 (ガル学。Ⅱ 〜Lucky Stars〜?)                                       | Kahori Orito      | marzo 2022     |
| Kimi to Tsukiyo no Juliet (君と月夜のジュリエット?)                                               | Asuka Ogura       | aprile 2022    |

### Terminati
- 12-sai.- Nao Maita
- Aikatsu! - Banbi Shirayuki, Usagi Mochi
- Aikatsu Friends! - Chihiro Komori
- Aikatsu Stars! - Banbi Shirayuki, Usagi Mochi
- Akuma no Kuchizuke - Satoru Takamiya
- Alice ni Omakase! - Kiyoko Arai
- Alpen Rose - Michiyo Akaishi
- Anata no Shiranai Sekai - Kaoru Igarashi e altri
- Angel Hunt - Miyuki Obayashi
- Angel Lip - Kiyoko Arai
- Bakuretsu Utahime 21 - Kaoru Igarashi
- Beauty Pop - Kiyoko Arai
- Bijo de Knight! - Akira Wao
- Black Alice - Satomi Nakamura
- Boku no Platinum Lady - Chitose Yagami
- Buttobi! Man☆Gaaru (Mangirl) - Chikako Mori
- Boyfriend - Yuki Morita
- Café de Romance - Yukino Miyawaki
- Caramel Kiss - Chitose Yagami
- Chance wo Choudai! - Masumi Shimizu
- Charm Angel - Chikako Mori
- Charming - Masumi Shimizu
- Cherish!! - Mayuki Anan
- Chibi Devi! - Hiromu Shinozuka
- Chiko no Negai - Yuu Yabuuchi
- Chikkoi - Eri Kumaki
- Choco Banana Crepe - Yayoi Tsukamoto
- Cinderella Collection - Yasue Imai
- Con Con x Honey - Nao Maita
- Corrector Yui - Keiko Okamoto (con Kia Asamiya)
- Curry Club ni Ai ni Kite - Arai Kiyoko
- Cutie Honey Flash - Yukako Iisaka (basato sull'opera di Gō Nagai)
- D-Boy - Emiko Sugi
- Dennō Coil - Mizuki Kuze (soggetto di Mitsuo Iso)
- Devil Magic - Miru Akino
- Diamond Step - Meme Iwaoka
- Doki Doki - Yuka Takase
- Dorakyura Musume Madonna - Ritsuko Kawai
- Douchi ga Akuma Yo? - Nao Maita
- Dr. Rin ni Kiitemite! - Kiyoko Arai
- Eto Etosetora - Konomi Wagata
- Fall in Love Like a Comic! (Manga Mitaina Koi Shitai!) - Chitose Yagami
- Fun Fan Karakurihime - Yuka Kitamura
- Fushigiboshi no Futago-hime - Mayuki Anan
- Fushigi no Mori no Moriko - Keiko Notoyama
- Fushigi no Rin - Michiyo Akaishi
- Futari de Mamotte Agemasu! - Rio Fujimi
- Futari no Miracle - Yuka Ishii
- Fuuko Ikimasu - Keiko Yanagida
- Genki de Fight!! - Arai Kiyoko
- Gekikawa ♥ Devil - Yū Yabūchi
- Gokingen na Heart - Masumi Shimizu
- Gokujō!! Mecha Mote Iinchō - Tomoko Nishimura
- Gokuraku!! Mecha Mote Iinchou - Tomoko Nishimura
- Gyu Gyutto Mamotte! - Meme Iwaoka
- Hajikete B.B. - Yasue Imai
- Hamtaro - Ritsuko Kawai
- Happy Happy Clover - Sayuri Tatsuyama
- Hare Tokidoki Gachou?! - Yumi Tsukirino
- Hatsukoi Summer Romanesque - Rio Fujimi
- Heartbeat ni Nosete - Masumi Shimizu
- Hikari no Furu Kisetsu ni - Yuu Ikushima
- Hikari on Stage! - Kyo Nakahara
- Himegal Paradise - Akira Wao
- Himitsu no Wanko-san ☆ - Chako Tsukisuzu
- Honey ♥ Days - Chitose Yagami
- Hop Step Kururinpa! - Yasue Imai
- Hoshi Made Gofun! - Mai Jinna
- Hoshizora no Wave - Masumi Shimizu
- I Love You - Yuka Takase
- Icchae Marin-chan - Miyuki Obayashi
- Idol x Senshi Miracle Tunes! 〜 Kira Kira Fever☆LIVE 〜 - Asuka Ogura
- Ijime - Kaoru Igarashi
- Ijiwaru Love Devil - An Nakahara
- Ikenai Navigation - Chitose Yagami
- Inui-san! - Chako Tsukisuzu
- Issho ni Kaero - Konomi Wagata
- Jewelpet - Tatsuyama Sayuri
- Jungle Oneechan - Miru Akino
- Kaichō-sama to Hiyoko-chan - Yukino Kisaragi
- Kaitou Thief Milky Drop - Meme Iwaoka
- Kamisama no Ring - Shou Obara
- Kamisama O-ne-gai - Arai Kiyoko
- Kare to Kanojo to Kanojo - Yuki Morita
- Kimi to Issho!? - Yuki Morita
- Kimi no Tame Nara! - Yuka Nakajima
- Kira Kira Labyrinth - Miyuki Obayashi
- Kirameki Runway! - Wasumi Fujita
- Kirarin Revolution - An Nakahara
- Kiratto Pri☆Chan - Tsuyoshiro Tsujino
- Kiss kara Hajimaru - Miyuki Obayashi
- Kiss x Kiss - Chitose Yagami
- Kiss Shite! Esper Girl - Chitose Yagami
- Kochira Ai! Outou Seyo - Kimiko Uehara
- Koi no Hana Chiru Furu - Satoru Takamiya
- Koi shite! Runa Kiss - An Nakahara
- Koi wa On Air! - Hiromu Shinozuka
- Koiki Shichihenge!! - Chikako Mori
- Koisuru Purin! - Hiromu Shinozuka
- Koisuru Tattoo - Mai Jinna
- Kumappuri - Sayuri Tatsuyama
- Kurenai Hanafubuki - Tomoko Nishimura
- Kuromeko Renai Kumikyoku - Satoru Takamiya
- Kurumi-tic Miracle - Chitose Yagami
- Kururinpa! - Yasue Imai
- Kururun-Rieru Change! - An Nakahara
- Lilpri - Mai Jinna
- Love Love Nurse - Aya Misaki
- Love Pani - Chitose Yagami
- Love samurai Yuika - Michiru Aoi
- Lovely Decoration!! - Kaoru Igarashi
- Luna Lunatic - Yukako Iisaka
- Lunatic Honey - Yukino Miyawaki
- Layton Mistery Tantei-sha Katorī no Nazotoki Jiken-bo - Kahori Orito
- Made in Mikaru - Mai Jinna
- Magical Chaser Aki - Sugi Emiko
- Magical Pokémon Journey (Pocket Monster PiPiPi Adventure) - Yumi Tsukirino
- Magical Sweet Mermaid - Itsuru Minase
- Mahochu! - Yuu Yabuuchi
- Mahou Teki Girlfriend - Kaoru Igarashi
- Maid ja Nai Mon! - Meme Iwaoka
- Maiko no Uta - Kimiko Uehara
- Marumofubiyori Shirokuma Moppu no Yuru Fuwa Diary - Haruna Shimase
- Majo wa Koi ni Hen Shiteru - Eri Kumari
- mama♥trouble - Yuuko Kohara
- Manga Mitaina Koi Shitai! (Fall in Love Like a Comic!)- Chitose Yagami
- Manten Iroha Komachi - Mariko Kosaka
- Mashiro Family Complex! - Mizuki Kuze
- Medical Magical - Hiina Maki
- Meshimase Karen-chan - Miru Akino
- Miiko Desu! - Eriko Ono
- Milky Baby - Ritsuko Kawai
- Minimum Mania - Shou Obara
- Miracle Boys - Keiko Yanagida
- Mirumo de Pon! - Hiromu Shinozuka
- Mizuiro Jidai - Yuu Yabuuchi
- Monster Candy - Miyuki Obayashi
- Muka Muka Paradise - Yumiko Igarashi (soggetto di Fumiko Shiba)
- Nadeshiko Prima - Mizuki Kuze
- Naisho no Hamster - Hiina Maki
- Naisho no Tsubomi - Yuu Yabuuchi
- Naisho no Tsubomi - Mebae - Yuu Yabuuchi
- Nandemo Alice - Ritsuko Kawai
- Natural Angel - Kiyoko Arai
- Nazotoki-hime wa Meitantei - Mayuki Anan
- Neko Tomo - Chikako Mori
- Niji-iro Prism Girl - An Nakahara
- Ohimesama no Recipe - Satoru Takamiya
- Oideyo Doubutsu no Mori - Shiawase Tsuushin - Mako Morie
- Ojousama no Inu - Mai Jinna
- Onigawara Yokochou Sanchoume - Chitose Yagami
- Ore-Sama Kingdom - Chitose Yagami
- Otogibanashi de Himitsu no Kiss - Satoru Takamiya
- Otona Mitai ni Koishiteru! - Kano Uchihara
- Otona ni Narumon! - An Nakahara
- Otona no Okusuri - Yuko Kohara
- Oujisama ni Onegai! - Eri Kumaki
- Owaru Sekai de Kimi ni Koisuru - Keiko Notoyama
- Panyo Panyo Di Gi Charat - Hina
- Pocket Monster Chamo Chamo Pretty (Spinoff of Pocket Monster PiPiPi Adventures) - Yumi Tsukirino
- Princess Ver. 1 - Yukino Miyawaki
- PriPara - Hitsuji Tsujinaga
- Pukupuku Natural Circular Notice - Sayuri Tatsuyama
- Puri-Puri Chiichan- Hiromu Shinozuka
- Rafurin Ice Cream - Itsuru Minase
- Revolutionary Girl Utena - Chiho Saitō & Be-Papas
- Ryouko no Shinrei Jikenbo - Chie Shinohara
- Sakura - Ritsuko Kawai
- Sakura Kanzume - Yuki Morita
- Saniro Signal - Shou Obara
- Sapphire Gakuen Astro Cafe - Aya Misaki
- Sekai Seifuku Honey - Michiru Aoi
- Shokora no Mahou - Rino Mizuho
- Shin Gokujou!! Mecha Mote Iinchou - Tomoko Nishimura
- Shōjo Shōnen - Yuu Yabuuchi
- Shōjo Shōnen - Dolly Kanon - Yuu Yabuuchi
- Shōjo Shōnen - Go! Go! Ichigo - Yuu Yabuuchi
- Slow Step - Mitsuru Adachi
- Sotsugyou Sukuranburu - Tomoko Nishimura
- Spark!! Lalanagi Hurricane - Chikako Mori
- Strawberry Holiday - Shou Obara
- Suashi ni Kiss Shite!! - Yukako Isaka
- Suki Suki Daisuki - An Nakahara
- Sukuranburu-b! - Tomoko Nishimura
- Sweets Kaitō Vanilla Moon - Tomoko Nishimura
- Takoyaki Princess - Rino Mizuho
- Tanpopo Zensen - Miyuki Obayashi
- Ten Yori mo Hoshi Yori mo - Michiyo Akaishi
- Terepari Kiss - An Nakahara
- Tokimeku Marriage - Michiru Aoi
- Tokkou Sayaka Yoroshiku - Akira Wao
- Tokkou Sayaka Airabuyuu - Akira Wao
- Tokkou Sayaka Bucchigiri - Akira Wao
- Tonari no Obake-san - Yuka Nakajima
- Tonde Buurin - Taeko Ikeda
- Tonderu! Ponytail - Chikako Mori
- Twinkle Cherry - Shou Obara
- Tinkuru Collection - Akira Wao
- Ultra Hanamaru Z-gumi!! - Mariko Kosaka
- V - Egao no Tameni - Yuka Takase
- Wagamama na Tsubasa - Nakajima Yuka
- Waiwai Hey! Say! Jump - Keiko Notoyama
- Waruiko Hero - Chikako Mori
- Waza Ari Kiwami-chan - Chikako Mori
- Wedding Peach - Nao Yazawa (con Sukehiro Tomita)
- Yoru ga Owaranai - Michiyo Akaishi
- Yumeiro Moon Love - Ritsuko Kawai
- Yumetokei - Kimiko Uehara
- Zoku Manga Mitaina Koi Shitai! - Chitose Yagami
- Zutto Suki Suki Daisuki - An Nakahara